# Longlier
Longlier (Waals: Longuié) is een dorp in de Belgische provincie Luxemburg en een deelgemeente van de stad Neufchâteau. In Longlier ligt het spoorwegstation van Neufchâteau op spoorlijn 162, Namen - Aarlen. Op het grondgebied van Longlier liggen nog verschillende andere dorpen en gehuchten, namelijk Gérimont, Lahérie, Massul, Molinfaing, Morival, Respelt, Semel en Tronquoy.

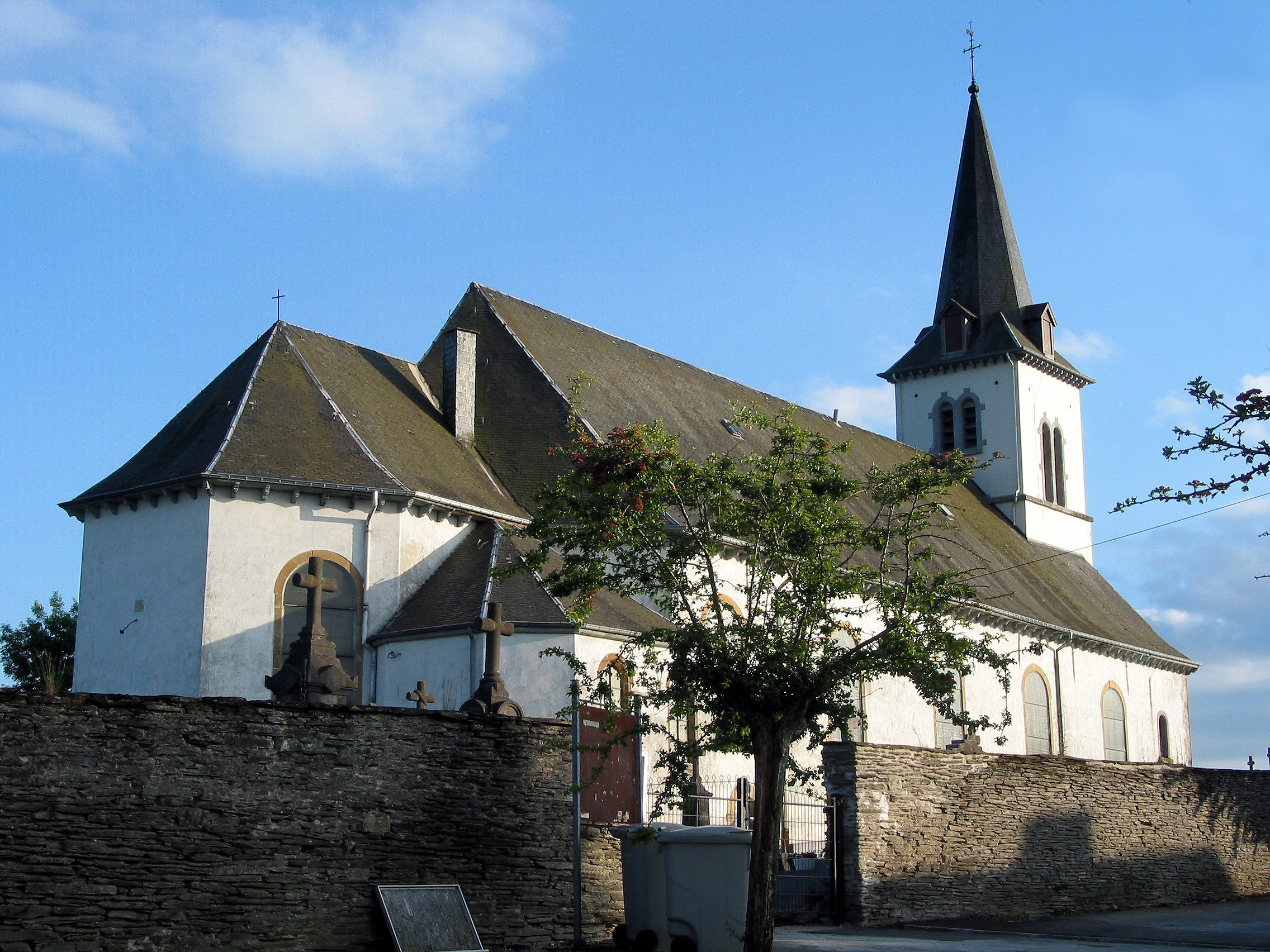
De Sint-Stevenskerk (XVIIIde eeuw).

## Geschiedenis
Op het eind van het ancien régime werd Longlier een gemeente. De gemeente omvatte ook de plaatsjes Semel, Gérimont, Morival, Respelt, Massul, Molinfaing en Lahérie. In 1823 werd de kleine gemeente Tronquoy opgeheven en bij Longlier gevoegd. In 1828 werd buurgemeente Hamipré opgeheven en bij Longlier aangehecht, met uitzondering van de plaatsjes Grapfontaine, Hosseuse en Nolinfaing, die naar Straimont-Grapfontaine werden overgeheveld.
In 1862 werd de gemeente Longlier weer opgesplitst. Het zuidelijk deel, met de plaatsen Hamipré, Offaing, Marbay en Namoussart, werd weer een zelfstandig gemeente met de naam Hamipré.
Bij de gemeentelijke herindeling van 1977 werd Longlier een deelgemeente van Neufchâteau.

## Demografische ontwikkeling
- Bronnen:NIS, Opm:1831 tot en met 1970=volkstellingen, 1976= inwoneraantal op 31 december
- 1866: Afsplitsing van Hamipré in 1862

## Bezienswaardigheden
- De Église Saint-Étienne

## Sport
Voetbalclub RRC Longlier is aangesloten bij de KBVB. De club promoveerde in 2013 naar de nationale reeksen.

## Geboren
- Albert Claude (1899-1983), biochemicus en Nobelprijswinnaar (1974)
- Raymond Leblanc (1915-2008), uitgever

Deelgemeenten: Grandvoir · Grapfontaine · Hamipré · Longlier · Neufchâteau · Tournay

Overige dorpen en gehuchten: Cousteumont · Gérimont · Harfontaine · Hosseuse · Lahérie · Le Sart · Marbay · Massul · Molinfaing · Mon-Idée · Montplainchamps · Morival · Namoussart · Nolinfaing · Offaing · Petitvoir · Respelt · Semel · Tronquoy · Verlaine · Warmifontaine 

Belgische gemeenten · Arrondissement Neufchâteau · Luxemburg · Wallonië